# Boeing KC-46
O Boeing KC-46 Pegasus é uma aeronave militar de reabastecimento aéreo e transporte aéreo (passageiros, carga e pacientes) desenvolvido pela Boeing a partir da sua linha de aviões 767. Em fevereiro de 2011, este reabastecedor foi selecionado pela Força Aérea dos Estados Unidos como o vencedor de licitação pública lançada em busca de uma aeronave para substituir os velhos KC-135 Stratotanker. O primeiro KC-46 foi entregue para os americanos em janeiro janeiro de 2019. A força aérea dos Estados Unidos pretende adquirir cerca de 179 Pegasus até 2027.

## Utilizadores
Israel
- Força Aérea Israelense - 4 aeronaves compradas,[4] de pelo menos 8 planejados.[5]

 Japão
- Força Aérea de Autodefesa Japonesa - 4 aeronaves compradas[6][7]

 Estados Unidos
- Força Aérea Americana

### Desenvolvimento relacionado
- Boeing 767
- Boeing E-767

### Aeronaves semelhantes
- Airbus A330 MRTT
- Boeing KC-135 Stratotanker
- McDonnell Douglas KC-10 Extender